# Santa Maria (Covilhã)
Santa Maria is een plaats (freguesia) in de Portugese gemeente Covilhã en telt 2490 inwoners (2001).